# كلاوس دارغا
كلاوس دارغا Klaus Viktor Darga (ولد في 24 فبراير 1934 في برلين) لاعب شطرنج ألماني يحمل لقب أستاذ كبير.

## إنجازات
- فاز ببطولة ألمانيا للشطرنج تحت 20 سنة عام 1951.
- فاز بالمركز الأول بالتعادل في بطولة العالم للشباب عام 1953، مع أوسكار بانو الأرجنتيني، وغلبه بانو في مباراة تحديد الغالب.
- فاز بدورة فينيبغ في عام 1967 متفوقاً على بينت لارسن، الذي غلبه في مباراة تحديد الغالب، وكذلك متفوقاً على بوريس سباسكي وبول كيريس.
- لعب باسم ألمانيا في أولمبيادات الشطرنج عشر مرات بين عامي 1954 و1978.

## التدريب
- عمل مدرباً لمنتخب ألمانيا الشطرنجي .

## ألقاب
- نال لقب أستاذ دولي عام 1957.
- نال لقب أستاذ كبير عام 1964.

## أسلوبه
- في اللعب بالأبيض كان يفضل الافتتاح الإنجليزي وافتتاح روي لوبيز. وبالأسود مان يفضل الدفاع الصقلي.

## تقاعده
- تقاعد من لعب الشطرنج وعمل مبرمجاً للكومبيوتر لشركة آي بي إم الأمريكية.

## روابط خارجية
- كلاوس دارغا على موقع الاتحاد الدولي للشطرنج (الإنجليزية)
- كلاوس دارغا على موقع مباريات الشطرنج (الإنجليزية)
- كلاوس دارغا على موقع 365Chess.com (الإنجليزية)
- كلاوس دارغا على موقع Chesstempo.com (الإنجليزية)
- كلاوس دارغا سجل أولمبياد الشطرنج على موقع OlimpBase.org (الإنجليزية)